# بيت ضالعة (بني مطر)

تعديل مصدري - تعديل

بيت ضالعة هي إحدى قرى عزلة الثلث بمديرية بني مطر التابعة لمحافظة صنعاء، بلغ تعداد سكانها 960 نسمة حسب تعداد اليمن لعام 2004.